# Технологический парк Тюбинген-Ройтлинген
48°29′46″ с. ш. 9°08′11″ в. д.

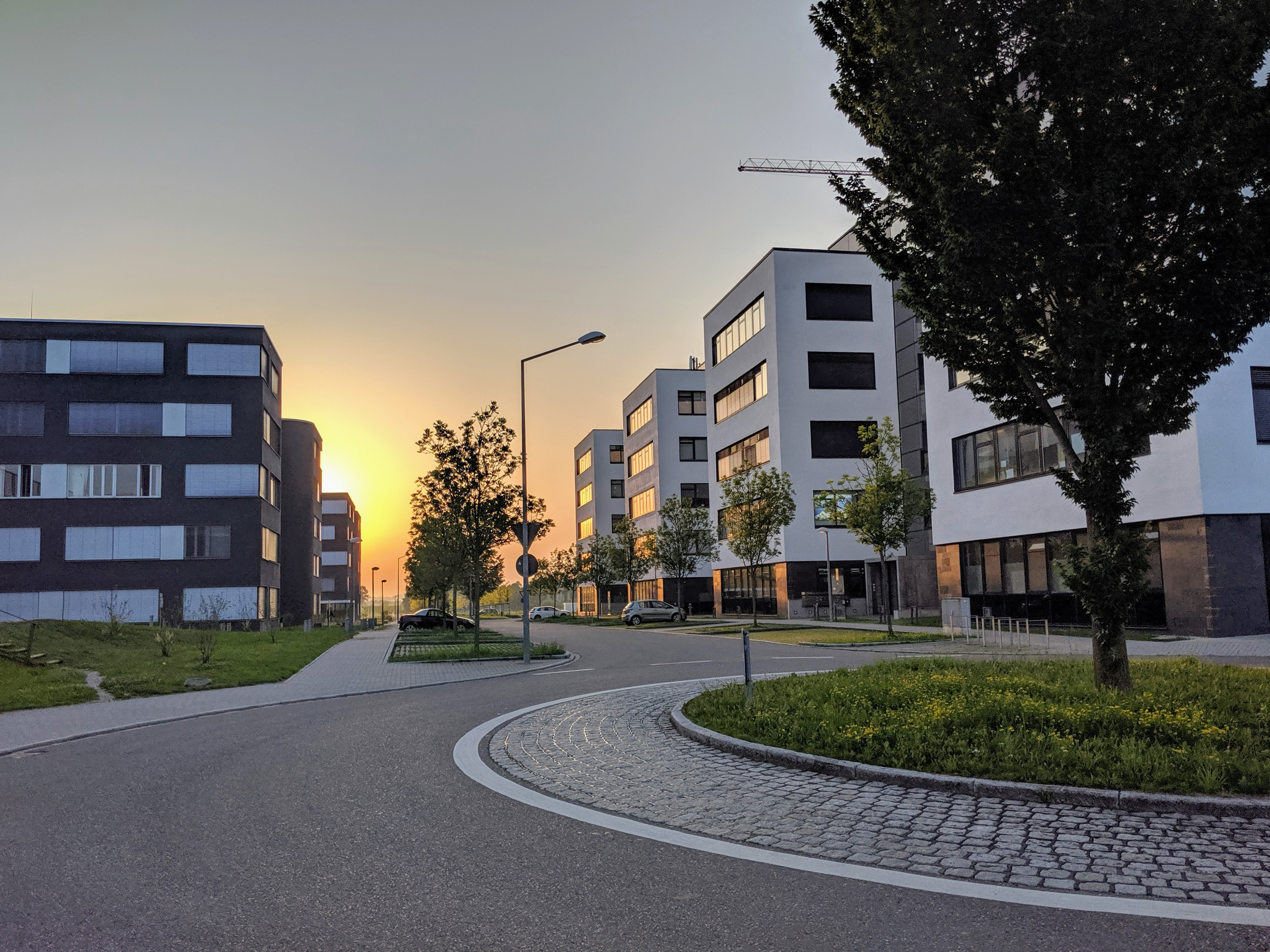
Парк TTR в Кустердингене

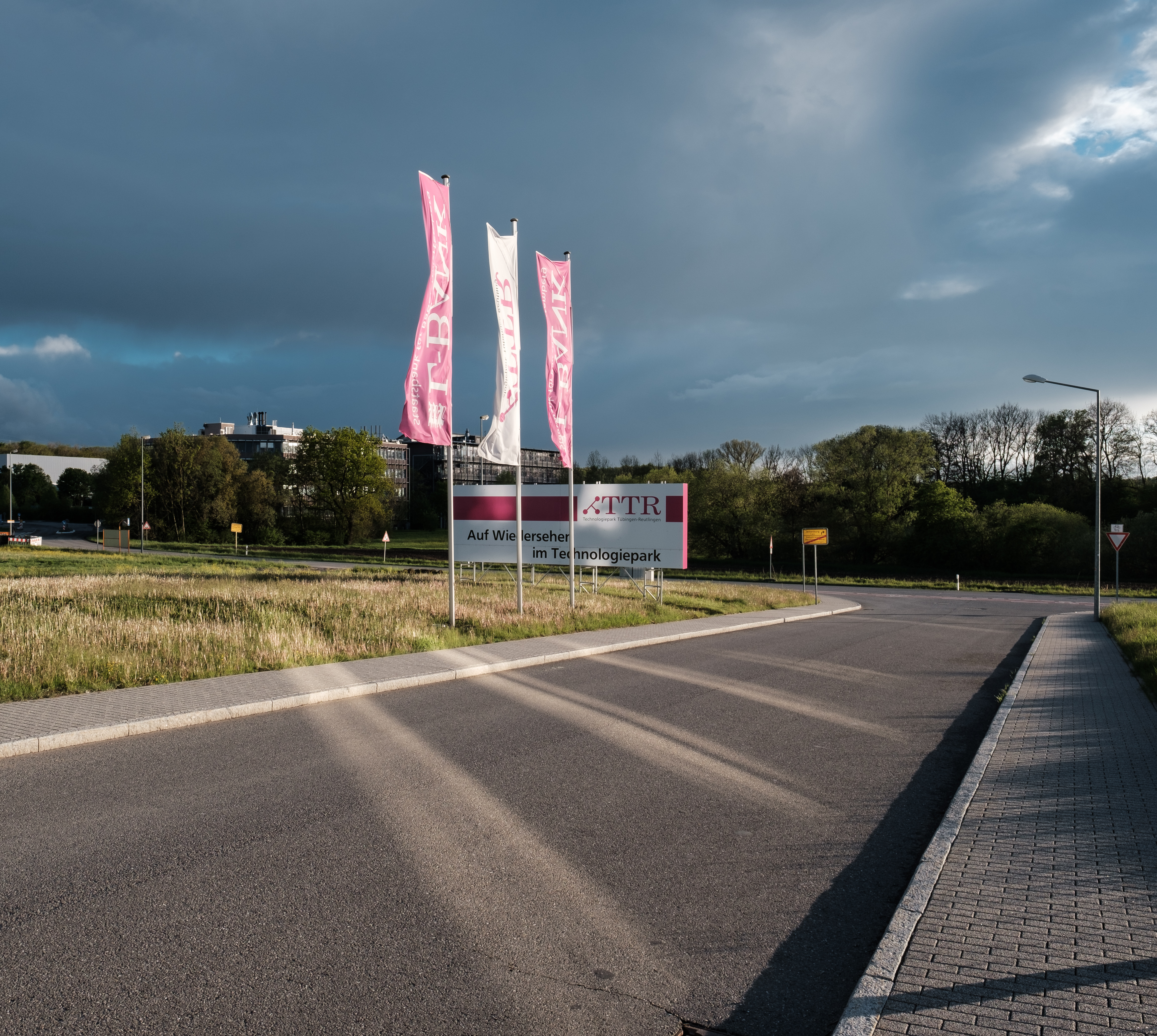
Въезд на территорию парка в Кустердингене

Технологический парк Тюбинген-Ройтлинген (TTR) — это технологический парк в земле Баден-Вюртемберг, Германия. Он расположен в двух локациях (на Пауль-Эрлих-штрассе в Тюбингене и на Герхард-Киндлер-штрассе в Кустердингене) и является местом размещения для 55 компаний.
На территории в Тюбингене находится Тюбингенская обсерватория, а с 2003 года и Центр биотехнологических стартапов общей площадью более 13 000 м² на пяти этажах, на месте бывшего Института иммунологии и бывшего Федерального научно-исследовательского института вирусных болезней животных.
На территории в Кустердингене функционируют пять офисных и лабораторных зданий общей площадью около 12 000 м², включая столовую.